# Prix Wolf de médecine
Le prix Wolf de médecine est remis annuellement par la fondation Wolf, en Israël. C'est l'un des six prix Wolf remis depuis 1978, les autres étant ceux en agriculture, mathématiques, physique, chimie et art.

## Liste des lauréats
- 1978 : George Snell, Jean Dausset, Jon van Rood
- 1979 : Roger Sperry, Arvid Carlsson, Oleh Hornykiewicz
- 1980 : Cesar Milstein, Leo Sachs, James Learmonth Gowans
- 1981 : Barbara McClintock, Stanley Norman Cohen
- 1982 : Jean-Pierre Changeux, Solomon Snyder, James Whyte Black
- 1984 : Donald Steiner
- 1986 : Osamu Hayaishi
- 1987 : Pedro Cuatrecasas, Meir Wilchek
- 1988 : Henri-Géry Hers, Elizabeth Neufeld
- 1989 : John Gurdon, Edward Lewis
- 1990 : Maclyn McCarty
- 1991 : Seymour Benzer
- 1992 : Judah Folkman
- 1994 : Michael Berridge, Yasutomi Nishizuka
- 1995 : Stanley Prusiner
- 1997 : Mary Frances Lyon
- 1998 : Michael Sela, Ruth Arnon
- 1999 : Eric Kandel
- 2000 : non décerné
- 2001 : Avram Hershko, Alexander Varshavsky
- 2002 : Ralph Brinster, Mario Capecchi, Oliver Smithies
- 2004 : Robert Weinberg, Roger Tsien
- 2005 : Alexander Levitzki, Anthony R. Hunter, Anthony Pawson
- 2006 : non décerné
- 2007 : non décerné
- 2008 : Howard Cedar et Aharon Razin
- 2009 : non décerné
- 2010 : Axel Ullrich
- 2011 : Shinya Yamanaka, Rudolf Jaenisch
- 2012 : Ronald Evans
- 2013 : non décerné
- 2014 : Nahum Sonenberg, Gary Ruvkun, Victor Ambros
- 2015 : John Kappler, Philippa Marrack et Jeffrey Ravetch[1]
- 2016 : C. Ronald Kahn, Lewis C. Cantley
- 2017 : James Allison
- 2018 : non décerné
- 2019 : Jeffrey Friedman
- 2020 : Emmanuelle Charpentier, Jennifer Doudna
- 2021 : Adrian Krainer, Lynne Elizabeth Maquat, Joan A. Steitz
- 2022 : non décerné
- 2023 : Daniel J. Drucker
- 2024 : José-Alain Sahel, Botond Roska
- 2025 : Pamela Bjorkman